# Perisama transiens
Perisama transiens är en fjärilsart som beskrevs av Charles Oberthür 1916. Perisama transiens ingår i släktet Perisama och familjen praktfjärilar. Inga underarter finns listade i Catalogue of Life.